# Lista de praias da Paraíba

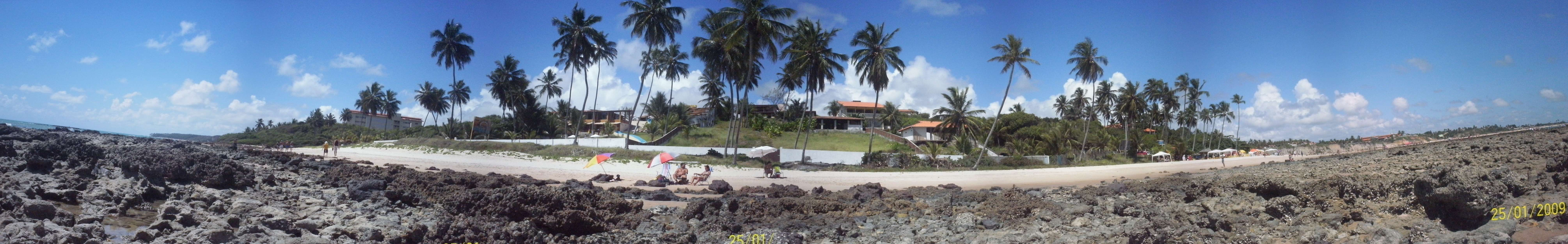
Panorama da Praia de Carapibus, uma das mais bonitas do Brasil.

Abaixo, a lista de praias da Paraíba, um estado que possuiu aproximadamente 138 km de praias.

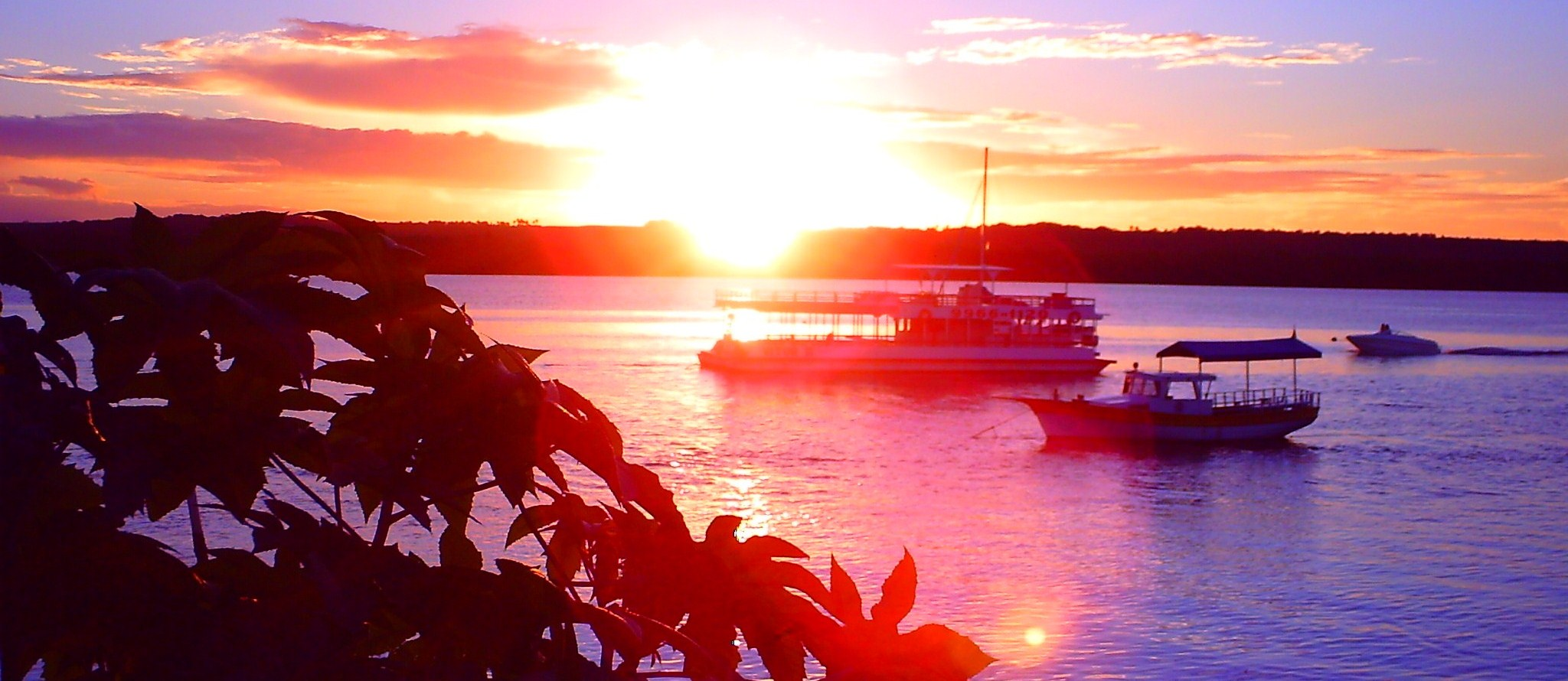
Por-do-sol na Praia Fluvial do Jacaré.

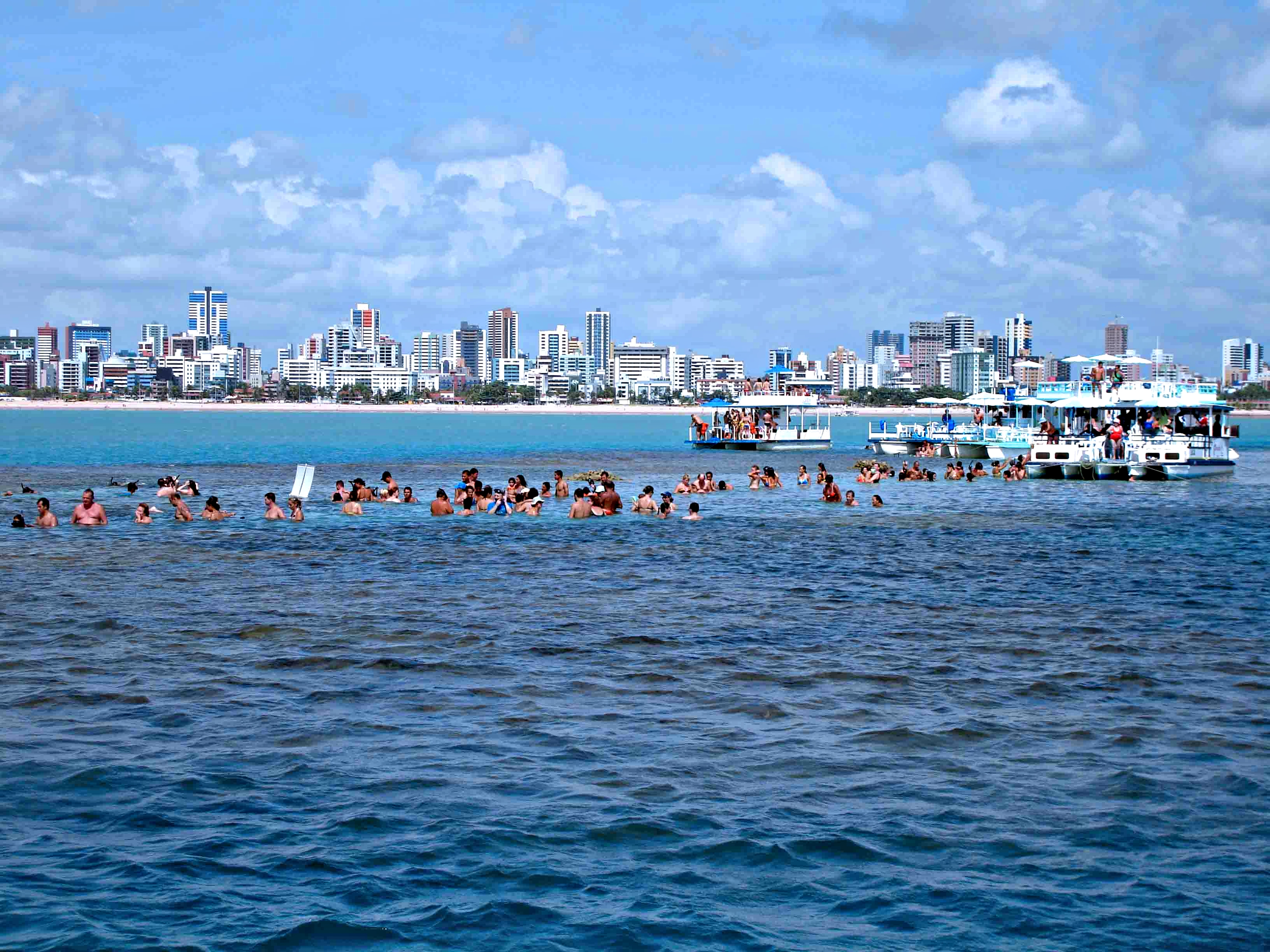
Picãozinho é um arrecife localizado no litoral de Tambaú, em João Pessoa.

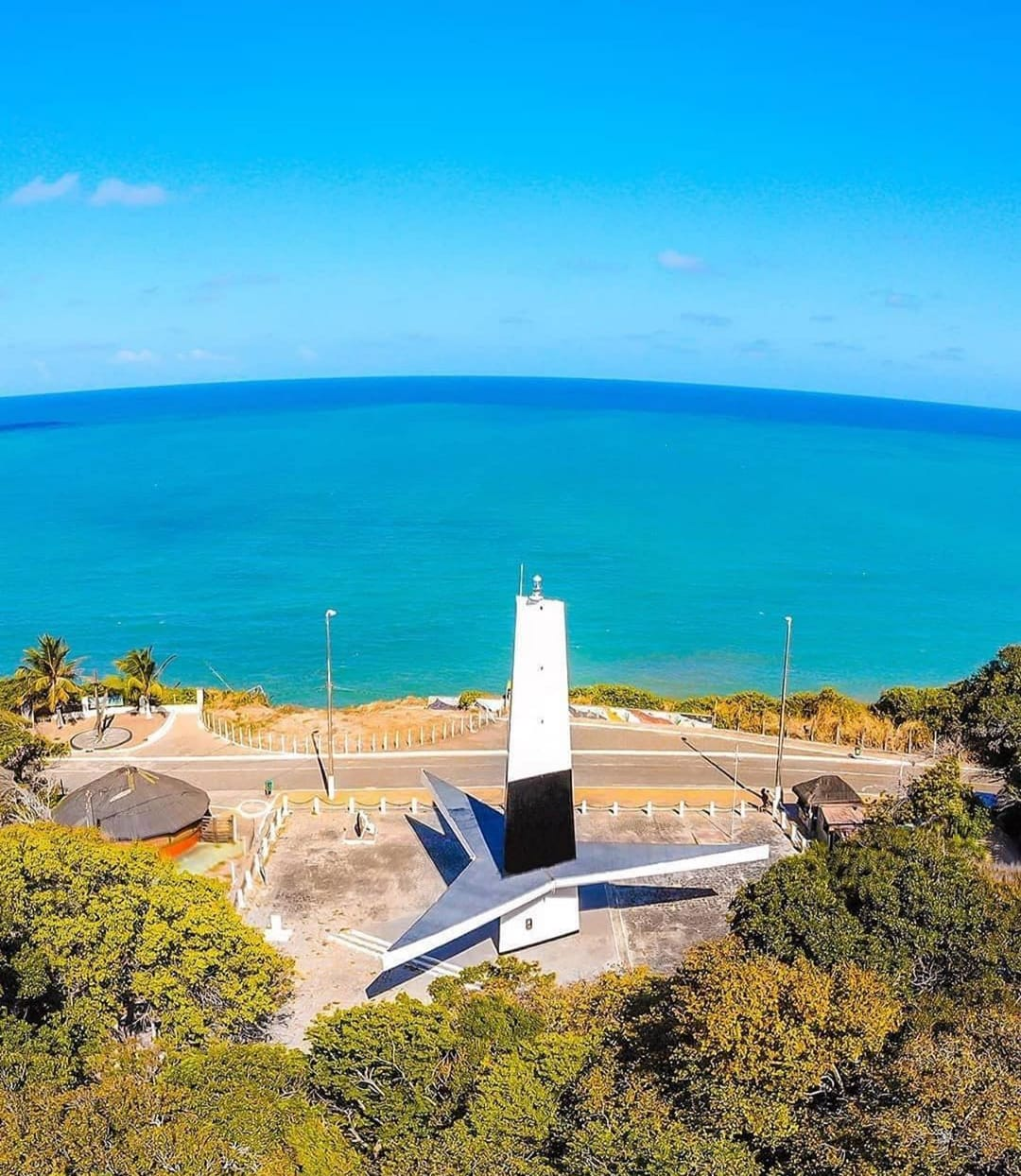
Farol do Cabo Branco, na Ponta do Seixas em João Pessoa.

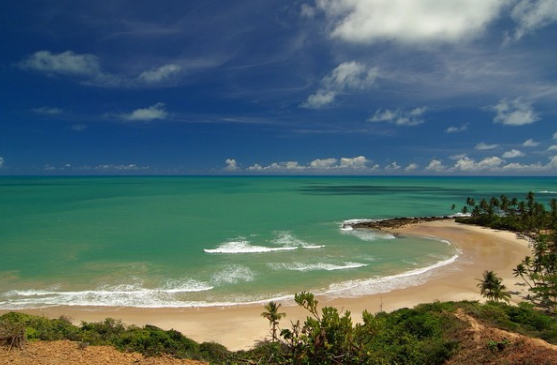
Praia de Coqueirinho, na costa do conde, eleita uma das mais lindas do Brasil.

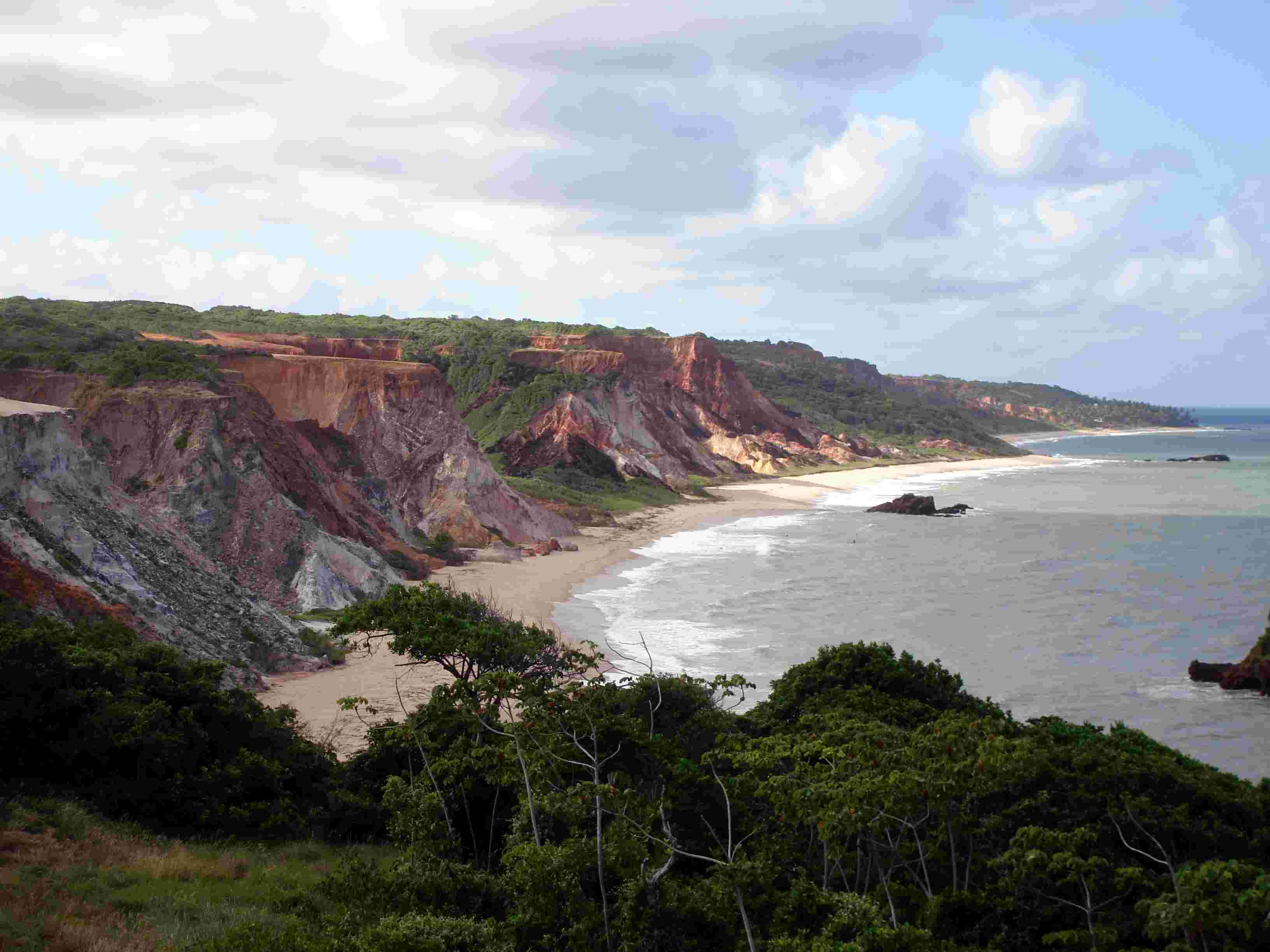
Tambaba é uma das praias mais procuradas no Litoral Sul do Estado

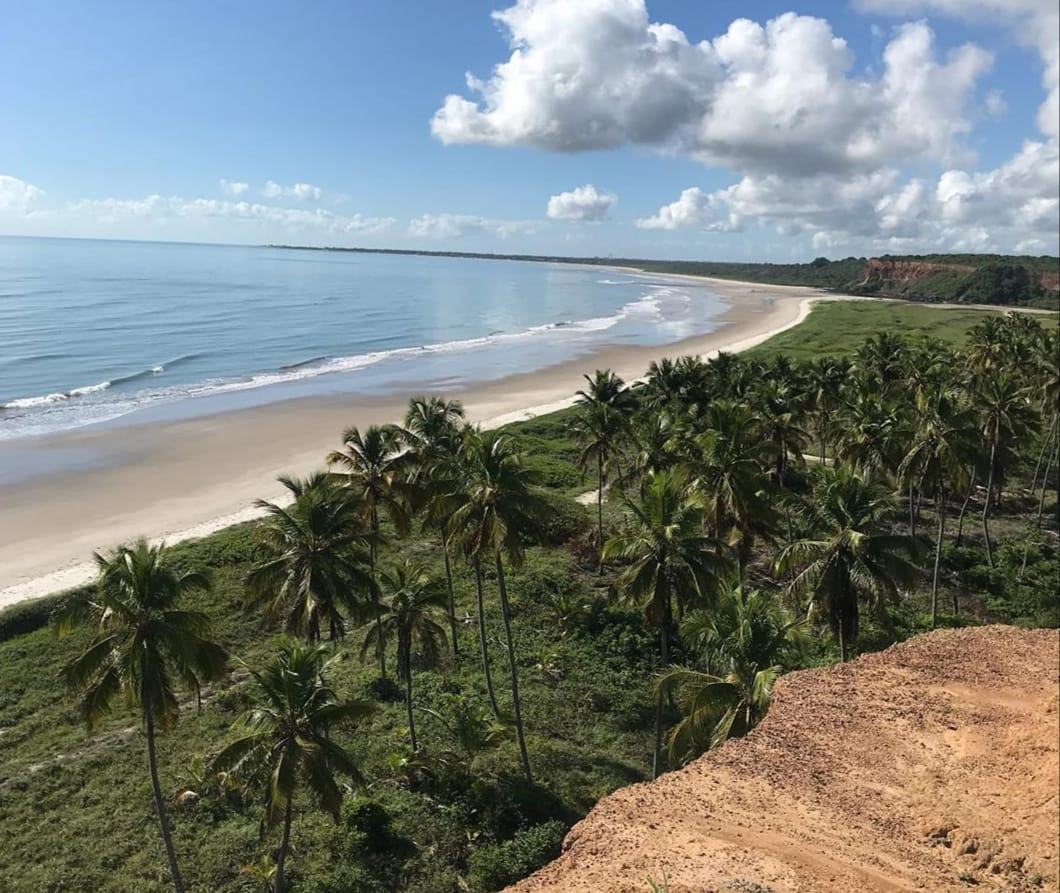
vista da Praia de Campina, em Rio Tinto.

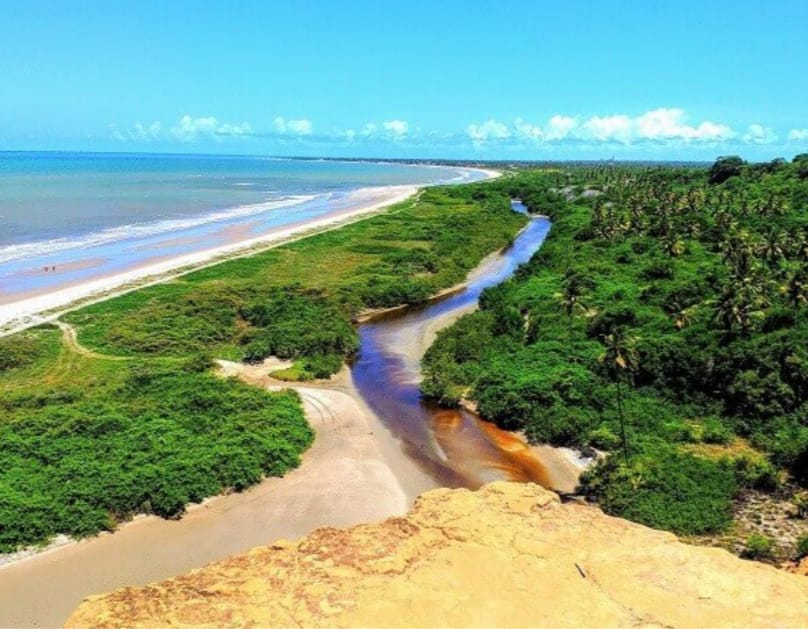
Encontro do Rio com o Mar, em Rio Tinto.

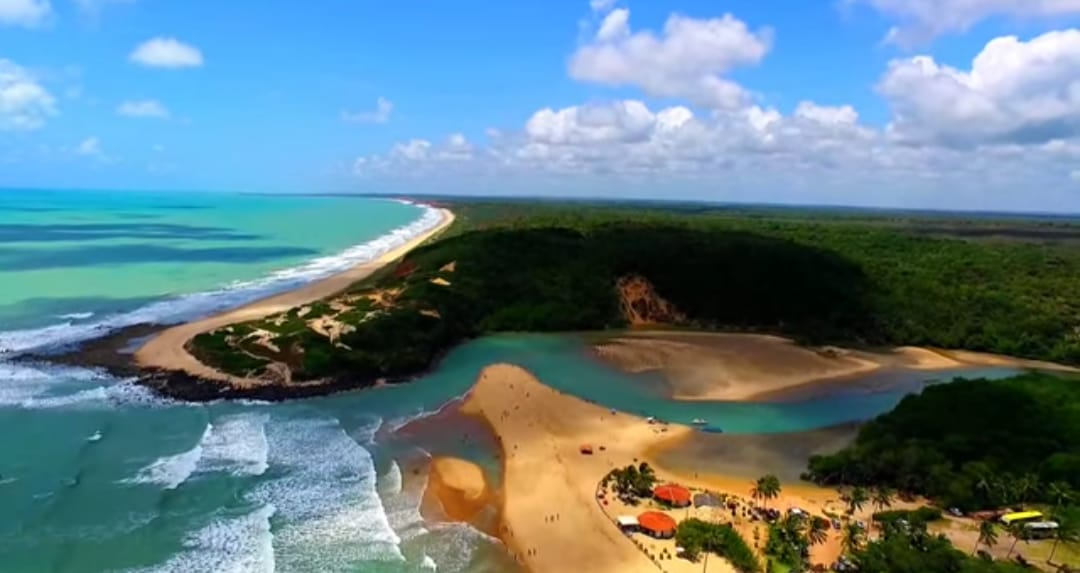
Praia de Barra de Camaratuba, em Mataraca.

| Subdivisão    | Município       | Praia                                      |
| ------------- | --------------- | ------------------------------------------ |
| Litoral Norte | Mataraca        | Praia de Guaju                             |
| Litoral Norte | Mataraca        | Praia da Pavuna                            |
| Litoral Norte | Mataraca        | Praia da Baleia                            |
| Litoral Norte | Mataraca        | Praia de Barra de Camaratuba               |
| Litoral Norte | Mataraca        | Praia da Boca da Barra                     |
| Litoral Norte | Baía da Traição | Praia das Cardosas                         |
| Litoral Norte | Baía da Traição | Praia do Jerimum                           |
| Litoral Norte | Baía da Traição | Praia do Tambá                             |
| Litoral Norte | Baía da Traição | Praia do Forte                             |
| Litoral Norte | Baía da Traição | Praia da Baia da Traição                   |
| Litoral Norte | Baía da Traição | Praia das Trincheiras                      |
| Litoral Norte | Marcação        | Praia de Coqueirinho do Norte              |
| Litoral Norte | Marcação        | Praia de Camurupim                         |
| Litoral Norte | Marcação        | Praia de Tramataia                         |
| Litoral Norte | Rio Tinto       | Praia de Barra do Mamanguape               |
| Litoral Norte | Rio Tinto       | Lagoa de Praia                             |
| Litoral Norte | Rio Tinto       | Praia de Campina                           |
| Litoral Norte | Rio Tinto       | Praia do Oiteiro                           |
| Litoral Norte | Rio Tinto       | Praia do Miriri                            |
| Litoral Norte | Lucena          | Praia de Bonsucesso                        |
| Litoral Norte | Lucena          | Praia de Camaçari                          |
| Litoral Norte | Lucena          | Praia de Lucena                            |
| Litoral Norte | Lucena          | Praia do Holandês ou Praia Ponta de Lucena |
| Litoral Norte | Lucena          | Praia da Gameleira                         |
| Litoral Norte | Lucena          | Praia de Fagundes                          |
| Litoral Norte | Lucena          | Praia de Costinha                          |
| Litoral Norte | Cabedelo        | Praia Fluvial do Jacaré                    |
| Litoral Norte | Cabedelo        | Praia do Miramar                           |
| Litoral Norte | Cabedelo        | Praia da Ponta de Matos                    |
| Litoral Norte | Cabedelo        | Praia Formosa                              |
| Litoral Norte | Cabedelo        | Praia de Areia Dourada                     |
| Litoral Norte | Cabedelo        | Praia de Camboinha                         |
| Litoral Norte | Cabedelo        | Praia do Poço                              |
| Litoral Norte | Cabedelo        | Ilha de Areia Vermelha                     |
| Litoral Norte | Cabedelo        | Praia da Ponta de Campina                  |
| Litoral Norte | Cabedelo        | Praia de Intermares                        |
| Litoral Norte | João Pessoa     | Praia do Bessa                             |
| Litoral Norte | João Pessoa     | Caribessa                                  |
| Litoral Sul   | João Pessoa     | Praia de Manaíra                           |
| Litoral Sul   | João Pessoa     | Praia de Tambaú                            |
| Litoral Sul   | João Pessoa     | Picãozinho                                 |
| Litoral Sul   | João Pessoa     | Praia do Cabo Branco                       |
| Litoral Sul   | João Pessoa     | Praia dos Seixas                           |
| Litoral Sul   | João Pessoa     | Praia da Penha                             |
| Litoral Sul   | João Pessoa     | Praia de Jacarapé                          |
| Litoral Sul   | João Pessoa     | Praia do Arraial                           |
| Litoral Sul   | João Pessoa     | Praia do Sol                               |
| Litoral Sul   | João Pessoa     | Praia da Barra de Gramame                  |
| Litoral Sul   | Conde           | Praia da Barra de Gramame Sul              |
| Litoral Sul   | Conde           | Praia do Amor                              |
| Litoral Sul   | Conde           | Praia de Jacumã                            |
| Litoral Sul   | Conde           | Praia de Carapibus                         |
| Litoral Sul   | Conde           | Praia de Tabatinga                         |
| Litoral Sul   | Conde           | Praia de Coqueirinho                       |
| Litoral Sul   | Conde           | Praia de Arapuca                           |
| Litoral Sul   | Conde           | Praia de Tambaba                           |
| Litoral Sul   | Pitimbu         | Praia de Barra do Graú                     |
| Litoral Sul   | Pitimbu         | Praia Bela                                 |
| Litoral Sul   | Pitimbu         | Praia da Barra do Abiaí                    |
| Litoral Sul   | Pitimbu         | Praia do Pontal                            |
| Litoral Sul   | Pitimbu         | Praia de Pitimbu                           |
| Litoral Sul   | Pitimbu         | Praia da Guarita                           |
| Litoral Sul   | Pitimbu         | Praia dos Mariscos                         |
| Litoral Sul   | Pitimbu         | Praia Azul                                 |
| Litoral Sul   | Pitimbu         | Praia de Santa Rita                        |
| Litoral Sul   | Pitimbu         | Praia Ponta de Coqueiros                   |
| Litoral Sul   | Pitimbu         | Praia de Acaú                              |
| Litoral Sul   | Pitimbu         | Praia de pontinha                          |